# نهر سونتر
نهر سونتر (Kali Sunter) هو نهر يتدفق في الجزء الشرقي من جاكرتا، إندونيسيا.   النهر حوالي 37 كم من الطول و 7318492 م2 من حوض النهر. تتميز الأحياء الواقعة على طول نهر سونتر بكثافة سكانية عالية، وهي عرضة للفيضانات المتكررة.

## جغرافية
يتدفق النهر في المنطقة الشمالية الغربية من جافا مع مناخ الغابات المطيرة الاستوائية في الغالب (المعينة باسم Af في تصنيف مناخ كوبن - جيجر).  متوسط درجة الحرارة السنوي في المنطقة هو 26 درجة مئوية. أكثر شهور دفئًا هو أغسطس، حيث يبلغ متوسط درجة الحرارة حوالي 28 درجة مئوية، وأبرد الشهور في أبريل، عند 24 درجة مئوية  يبلغ متوسط هطول الأمطار السنوي 3674 ملم. الشهر الأكثر جفافًا هو ديسمبر، بمعدل قدره 456 ملم من الأمطار، وأكثر الشهور جفافًا هو سبتمبر، مع 87 ملم من الأمطار 

## تطبيع
النهر هو واحد من الأنهار الـ 13 التي تتدفق عبر جاكرتا. يخضع حاليا لتركيب السدود وتطبيع النهر. طول السد هو 18.35 كم، أي من جسر اجتماع قناة الفيضان الشرقية في سيبينانج ميلايو إلى جسر دلتا في جاكاسامبورنا، غرب بيكاسي. 